# Carcinops opuntiae
Carcinops opuntiae är en skalbaggsart som först beskrevs av J. L. Leconte 1851.  Carcinops opuntiae ingår i släktet Carcinops och familjen stumpbaggar. Inga underarter finns listade i Catalogue of Life.